# THE UNCROWNED
THE UNCROWNED (ジ・アンクラウンド)は、日本のロックバンド。

## 概要
2016年、Takeshi(Gt)と実弟のNaoki(Ba)、SHAL(Vo)の3人によって結成される。
同年12月16日にデビューアルバム『REVIVE』をリリース。ハードロック色の強いサウンドに、1990年-2000年代のJ-ROCKを彷彿とさせるキャッチーなメロディーを乗せるスタイルで人気を集める。
2017年5月にNaokiが脱退するが、サポートメンバーを迎え活動を継続。10月27日に1stシングル『TEARS』をリリース。
2020年夏、SHALが癌と診断されるが、治療を続けながら2ndアルバムを完成させた。
しかしリリースを待つことなく2022年8月5日にSHALが他界。9月21日に2ndアルバム『WITNESS』をリリース。
2023年11月22日にSHALの歌唱による、未発表の新曲を中心に制作された3rdアルバム『STOPOVER -Dedicated to SHAL-』をリリース。

## メンバー
SHAL (しゃる)
ボーカルと作詞を担当。1月28日生まれ。身長は172cm。
THE UNCROWNEDに参加する以前は歌・作詞共に未経験だったが、Takeshiに才能を見出されボーカリストに抜擢。
2022年8月5日に他界。

Takeshi (たけし)
ギターと作曲、編曲を担当。12月15日生まれ。身長は184cm。
バンドのリーダーであり、プロデューサー的存在。
2024年からはMx.MOONのメンバーとしても活動している。

## 旧メンバー
Naoki (なおき)
ベースを担当。Takeshiの実弟。
2017年5月に脱退したが、2022年リリースの2ndアルバムにはゲスト参加している。

## ディスコグラフィー
シングル
|     | 発売日         | タイトル | 規格品番   | オリコン最高位 |
| --- | -------------- | -------- | ---------- | -------------- |
| 1st | 2017年10月27日 | TEARS    | BLRC-00100 | 121位          |

アルバム
|     | 発売日         | タイトル                     | 規格品番  | オリコン最高位 |
| --- | -------------- | ---------------------------- | --------- | -------------- |
| 1st | 2016年12月16日 | REVIVE                       | BLRC-0094 |                |
| 2nd | 2022年9月21日  | WITNESS                      | WLKR-0069 | 47位           |
| 3rd | 2023年11月22日 | STOPOVER -Dedicated to SHAL- | WLKR-0076 | 75位           |